# Voices
"Voices" je peta pjesma s albuma Awake (izdan 1994. godine) američkog progresivnog metal sastava Dream Theater. "Voices" je ujedno i drugi dio suite A Mind Beside Itself. Osim na studijskom izdanju, pjesma je još uključena u uživo izdanja Once in a LIVEtime i Live Scenes from New York. Tekst pjesme napisao je John Petrucci. 
Tekst pjesme govori o shizofreničnom čovjeku koji vjeruje kako mu se obraćaju anđeli i demoni. Pjesma povezuje njegovo ludilo s njegovom slijepom religioznošču. Tekst pjesme je također objašnjen kao sukob seksualnog života s religijom.

## Izvođači
- James LaBrie - vokali
- John Petrucci - električna gitara
- John Myung - bas-gitara
- Mike Portnoy - bubnjevi
- Kevin Moore - klavijature